# 85422 Maedanaoe
85422 Maedanaoe este o planetă minoră (asteroid), cu un diametru de 2,607 km, din centura de asteroizi. A fost descoperită pe 13 decembrie 1996 la Saji⁠(d) de Saji Observatory⁠(d). 
Obiectul prezintă o orbită caracterizată de o semiaxă mare de 2,6843963910557 UAi, o excentricitate de 0,28, o înclinație de 13,4 ° în raport cu ecliptica.